# Johann-Heinrich-Pestalozzi-Gymnasium
Das Johann-Heinrich-Pestalozzi-Gymnasium ist ein allgemeinbildendes Gymnasium in Rodewisch im Freistaat Sachsen. In der ehemaligen Schulsternwarte wurde der erste künstliche Erdtrabant, Sputnik 1, das erste Mal photographiert.

## Geschichte

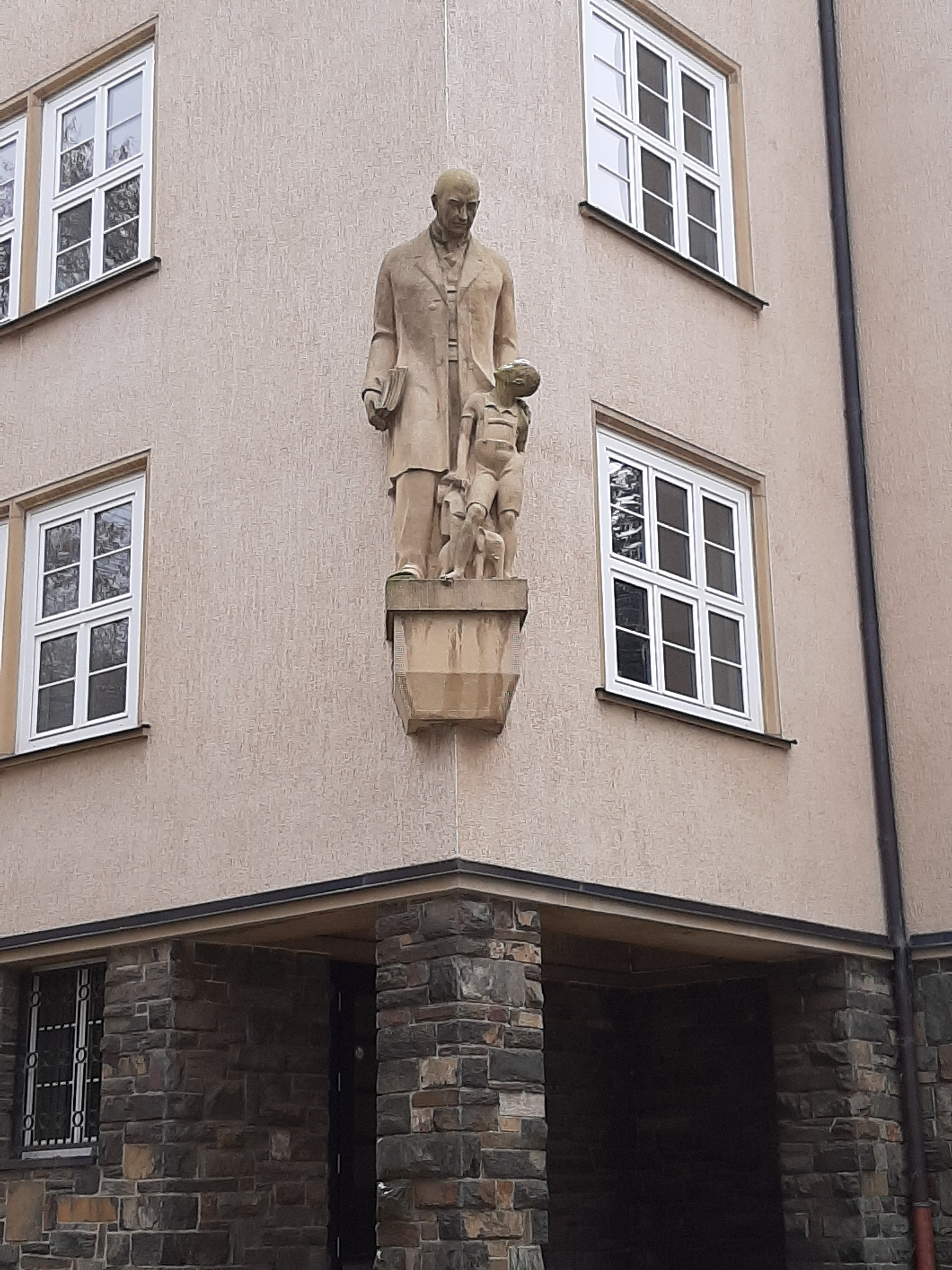
Otto Pfeifer am Schulgebäude

### Der Bau des Gymnasiums
Rodewisch erlebte zu Anfang des 20. Jahrhunderts einen wirtschaftlichen Aufschwung. Mit der wachsenden Bevölkerung stieg auch die Zahl der Schüler, und die zwei bisherigen Schulen reichten nicht mehr aus. Deshalb beschloss die Stadtverordnetenversammlung am 28. Juni 1927 den Bau einer neuen Volksschule. So wurde am 19. August 1927 das 16.000 m² große Grundstück von der Stadtverwaltung für einen Preis von 36.000 Reichsmark erworben. Der Bau wurde mit dem Ersten Spatenstich am 25. Juli 1928 begonnen, und die feierliche Grundsteinlegung fand am 10. September 1928 statt. Geplant wurde der Bau von dem Lichtensteiner Architekten Paul Beckert. Durch die Beteiligung von über 150 Steinmetzen und Maurern konnte der Rohbau der Schule nach 17 Wochen fertiggestellt werden. Für den Bau wurden Ressourcen aus dem Elstertal sowie Zwickauer Ziegel verwendet. So konnte am 1. Dezember 1928 das Richtfest gefeiert werden. Noch vor der Fertigstellung des Schulgebäudes entschied sich der Schulausschuss am 5. März 1929, die Volksschule „Pestalozzi-Schule“ zu nennen. Der Innenausbau dauerte aufgrund finanzieller Probleme, die ihren Ursprung in der 1929 einsetzenden Weltwirtschaftskrise hatten, länger und konnte erst im März 1930 fortgesetzt werden. Die Einweihung fand am 16. Oktober 1930 statt.
An der Fassade des Hauses sollte eine Skulptur Johann Heinrich Pestalozzis mit einem Schulkind angebracht werden. Bei der Enthüllung stellte sich aber heraus, dass nicht Pestalozzi dargestellt war, sondern der Bildhauer den Rodewischer Bürgermeister Otto Pfeifer – ohne dessen Kenntnis – verewigt hatte (siehe Bild). Pfeifer selbst hatte an der Stadtentwicklung Rodewischs und auch am Bau des Schulgebäudes einen großen Anteil. Als im Jahr 2023 die Haupttreppe in Stand gesetzt wurde und deshalb der sonst nicht genutzte Nebeneingang als Alternative genutzt werden sollte, sprachen Bauträger, also die Stadt Rodewisch, und die Presse vom „Pestalozzieingang“, wegen einer über diesem angebrachte „Figurengruppe um Pestalozzi“. Da aber nicht Pestalozzi, sondern Pfeifer dargestellt ist, erklärte sich Dr. Friedrich Petermann bereit auf eigene Kosten im Zuge des 100-jährigen Stadtjubiläums 2024 eine Informationstafel anbringen zu lassen, die den Sachverhalt richtigstellt. Der Stadtrat um Bürgermeisterin Schöniger lehnten dieses Vorhaben jedoch ab.

### Zeit des Nationalsozialismus
Mit der Machtergreifung Adolf Hitlers am 30. Januar 1933 änderte sich auch das Bildungsziel an den Schulen maßgeblich. Das Ziel war nun nicht länger die Vermittlung von Wissen und die Verbesserung geistiger Fähigkeiten, sondern die nationalsozialistische Erziehung. Das Mädchen wurde dabei auf die Rolle als Hausfrau und Mutter vorbereitet, der Junge auf das Leben als Soldat. Diese Erziehung wurde auch an der Pestalozzi-Schule durchgeführt. Morgendliche Appelle, das Hissen der Flagge, Strammstehen im Unterricht sowie der Führergruß gehörten zum Schulalltag. Auch die Hitlerjugend, die alle Jugendlichen im Dritten Reich in einer Organisation vereinen sollte, führte Veranstaltungen in der Pestalozzi-Schule und auf ihrem Sportplatz durch. Am 11. April 1945 wurde der Schulbetrieb eingestellt, da örtliche Kampfhandlungen dazu zwangen. Nach dem Ende des Krieges bot die Schule eine Unterkunft für Flüchtlinge und Vertriebene.

### Die Schule am Ende des Krieges und in der DDR
Durch den Befehl Nr. 40 der Sowjetischen Militäradministration wurde der Unterricht am 1. Oktober 1945 wieder aufgenommen. Durch die Entnazifizierung, die nach der Niederlage Nazi-Deutschlands stattfand, wurden sämtliche Lehrer, die der NSDAP angehörten, vom Schuldienst suspendiert. So kam es dazu, dass 9 Lehrer 40 Schulklassen unterrichten mussten. Aus diesem Grund konnte der Unterricht nur stundenweise stattfinden. Es gab keine Lehrmittel und keine Lehrbücher. Im Juli 1946 kamen 10 neue Lehrer an die Schule und im Schuljahr 1946/47 konnten bereits 36 Lehrkräfte an der Schule verzeichnet werden. Vom 7. bis zum 12. November 1949 öffnete die Schule das erste Mal ihre Türen der Öffentlichkeit: der erste Tag der offenen Tür. Die Schule feierte vom 23. bis 25. September 1950 ihr 20-jähriges Jubiläum, wobei die neue Schulsternwarte zu Beginn der Feierlichkeiten eröffnet wurde.

#### Die Schulsternwarte
Die Schulsternwarte war die erste neu eröffnete Schulsternwarte nach dem Ende des Krieges. Sie diente dem Astronomie-Unterricht und der dazugehörigen Arbeitsgemeinschaft (AG). Die Sternwarte konnte sich internationale Anerkennung sichern, indem sie die drei künstlichen Erdsatelliten Sputnik 1, Sputnik 2 und die Trägerrakete von Sputnik 3 sichtete. Sie wurde im Januar 1958 offiziell zu einer internationalen Satellitenbeobachtungsstation (Nr. 125).

### Die Pestalozzi-Schule wird zur Oberschule
Am 1. September 1953 wurde die Pestalozzi-Schule, die zu diesem Zeitpunkt noch eine Grundschule war, in eine Oberschule umgewandelt. Das sprachliche Profil und das mathematisch-naturwissenschaftliche Profil wurden eingeführt. Das Lehrschwimmbecken, das die Schule intensiv nutzte, wurde am 2. Juni 1962 fertiggestellt. Durch die intensive Nutzung kam es jedoch zum starken Verschleiß des Beckens und die Schule musste es schließen. Im Jahr 1993 wurde das alte Bad in einen neuen Gymnastikraum umgebaut. Ein Erweiterungsbau am Südflügel des Schulgebäudes, der eine Hausmeisterwohnung, neue Heizungsanlagen und die Fachunterrichtsräume für Physik, Chemie und Biologie beinhaltete, wurde im Jahr 1983 durchgeführt. Am 12. Juni 1985 wurde das kleine Schulmuseum im Turm des Schulgebäudes eingerichtet.

### Die Pestalozzi-Oberschule wird zum Gymnasium
Im Jahr 1984 gab es bereits Sprachklassen, die die Hochschulreife und damit das Abitur anstrebten. Dies wurde jedoch erst am 1. August 1992 möglich, da zu diesem Zeitpunkt ein dreizügiges Gymnasium im Gebäude der Pestalozzi-Schule eingerichtet wurde. Die Schule wurde zum Johann-Heinrich-Pestalozzi-Gymnasium und der erste Abiturjahrgang verließ am 29. Juni 1993 die Schule. Im Oktober 1994 richtete die Schule ein modernes Computerkabinett im Erdgeschoss des Schulgebäudes ein. Der Bau der Göltzschtalhalle 1995 ermöglichte den Sportlehrern eine Ausweitung des Sportunterrichts und sie waren nun nicht länger allein auf die kleine Turnhalle der Schule angewiesen. Im Jahr 1995 konnte sich so auch eine Schulpartnerschaft mit der Sonnenhofschule Auerbach, einer Schule für geistig und körperlich behinderte Kinder, entwickeln.

### Entwicklung des modernen Gymnasiums
Um das Gymnasium an die modernen Standards des 21. Jahrhunderts anzupassen, wurde eine Generalsanierung von 2004 bis 2005 durchgeführt. Es wurde ein neuer moderner Anbau am Nordflügel des Schulgebäudes für die Fächer Biologie, Physik und Chemie errichtet. Eingeweiht wurde dieser am 3. März 2007 zu einem Tag der offenen Tür. Durch die Einweihung des Sportplatzes und des geologischen Lehrpfades entstanden für die Schüler am 12. Juni 2010 Lehrplätze im Freien. Ein neuer Sportplatz wurde eingerichtet. Die Göltzschtalhalle wurde 2021/2022 renoviert.

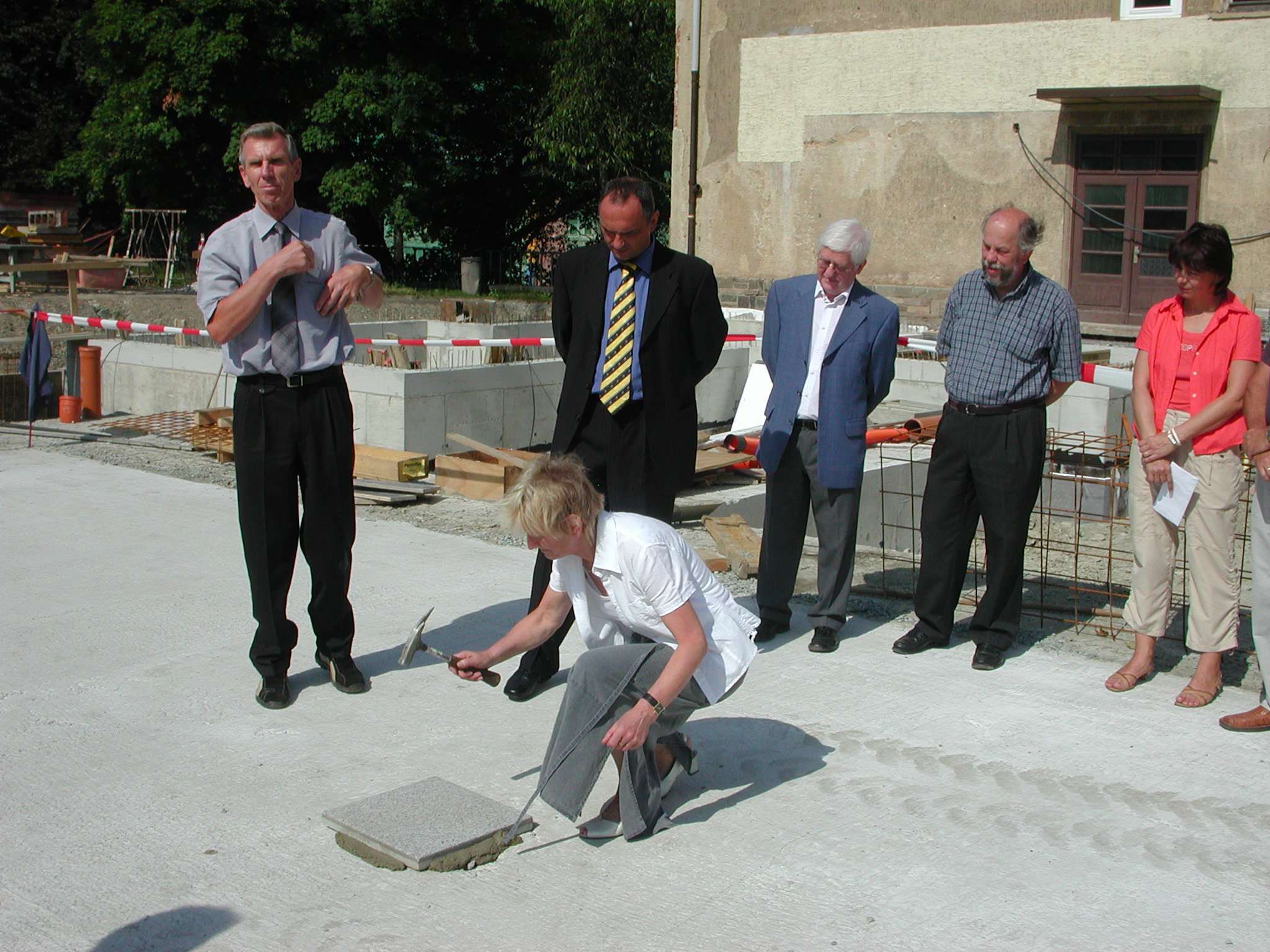
Grundsteinlegung des Neubaus mit ehemaliger Schulleiterin Frau Hein
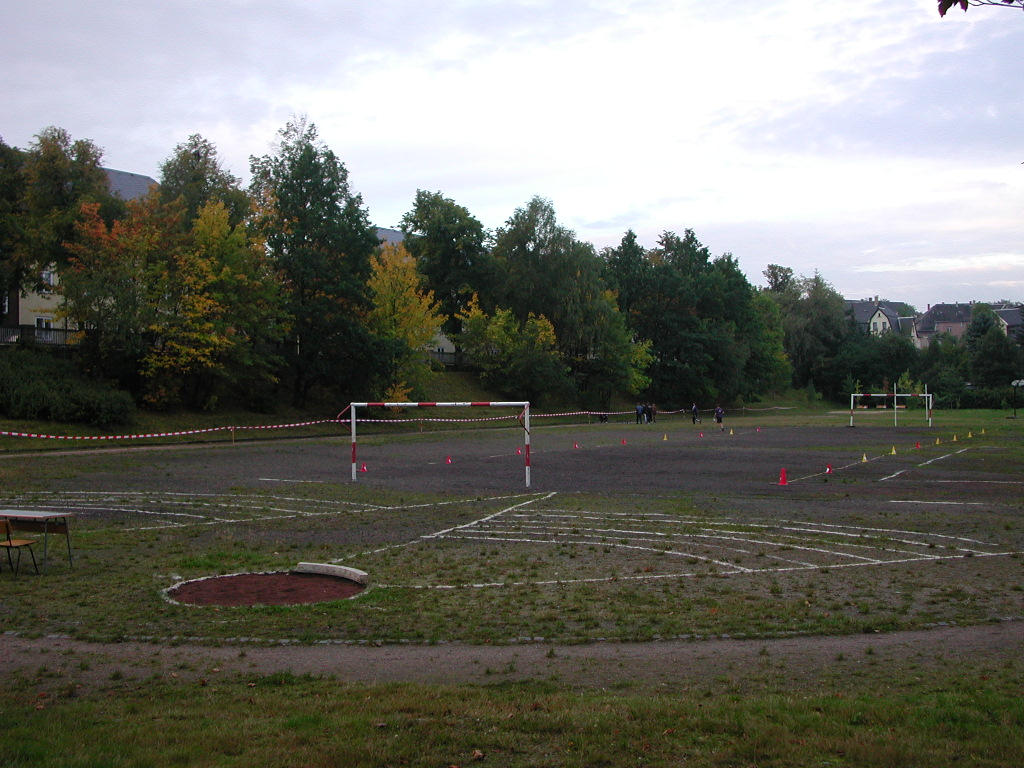
Alter Sportplatz
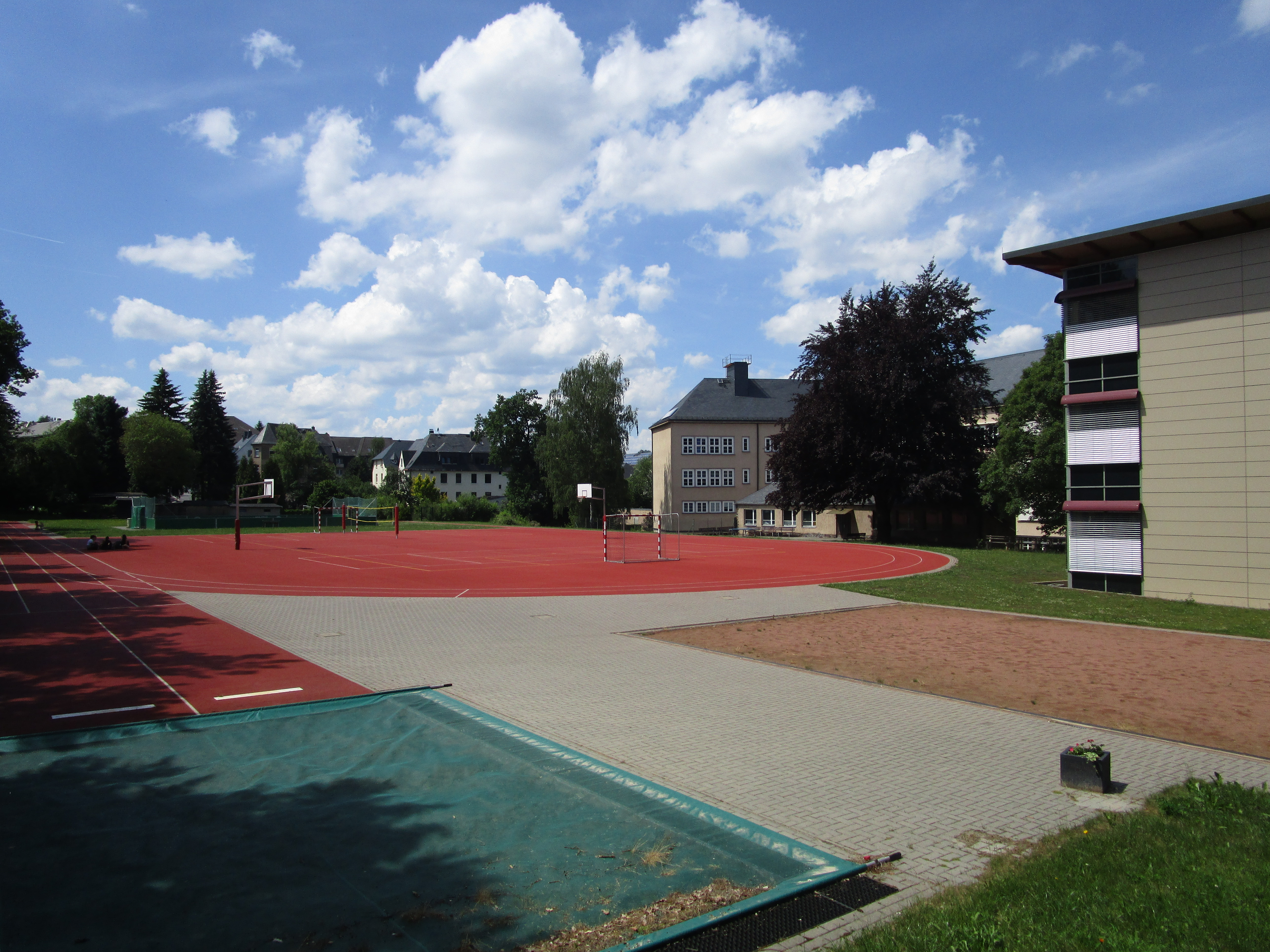
Neuer Sportplatz
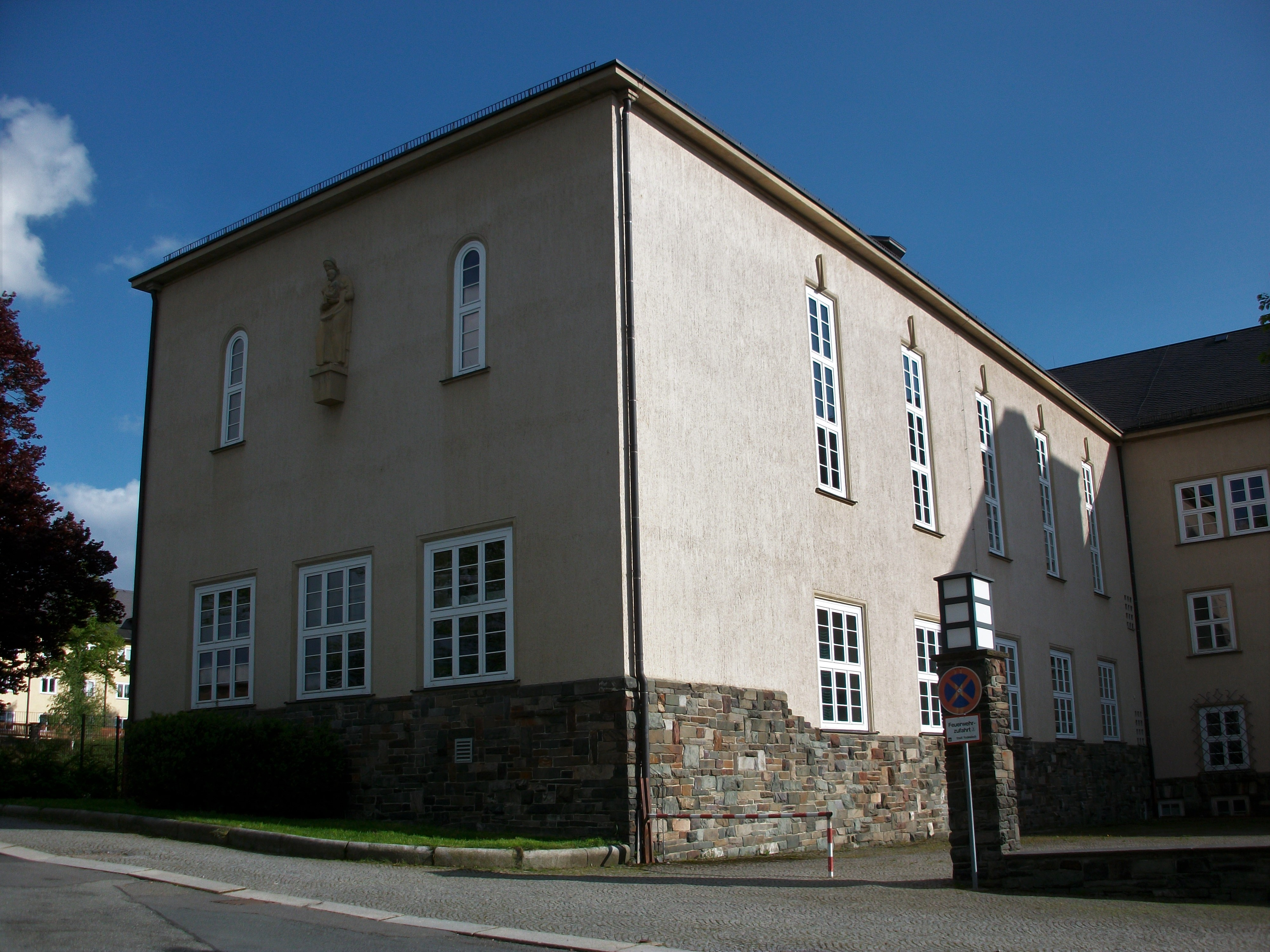
Nordost-Flügel mit Aula (oben) und Sporthalle (unten)
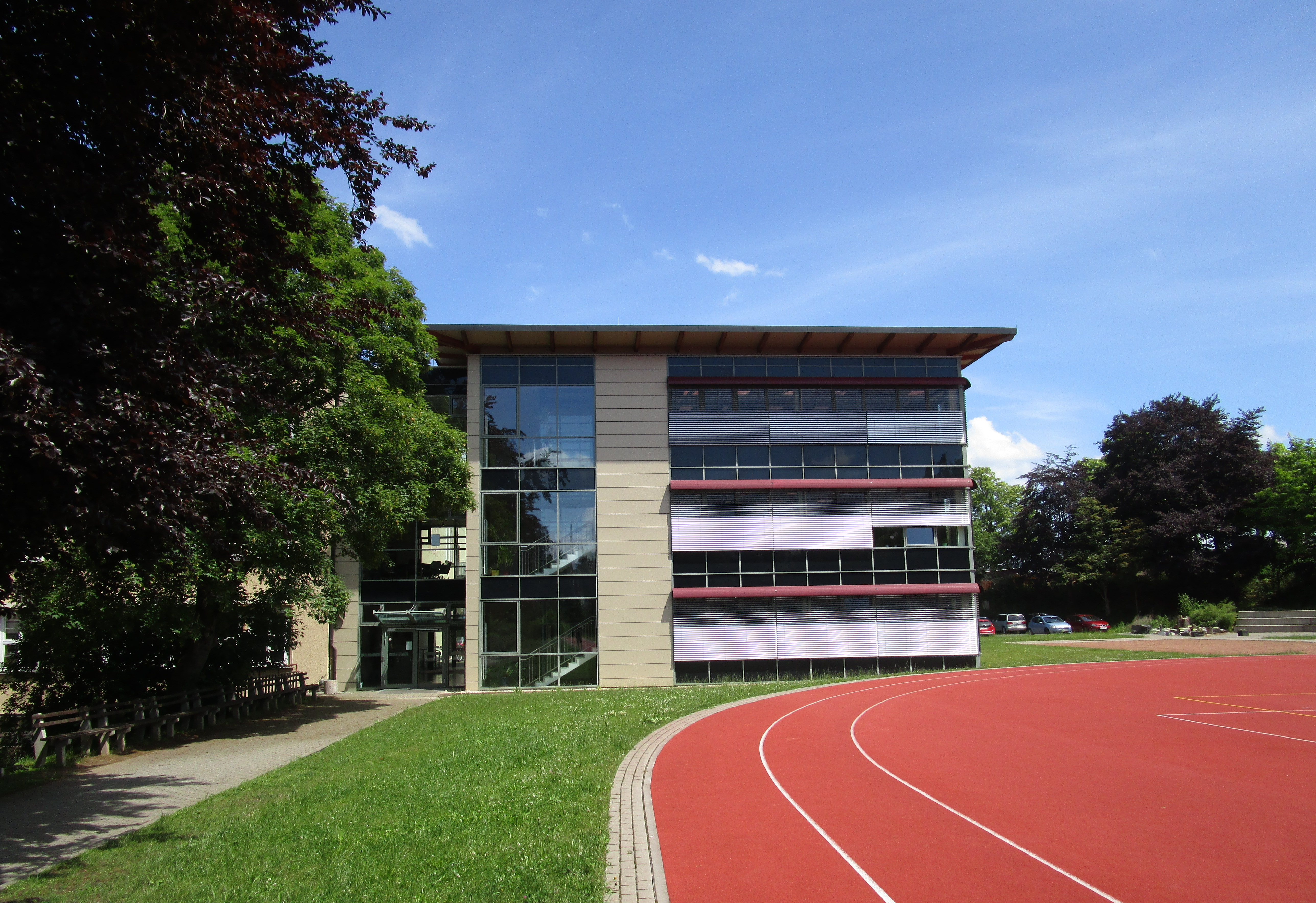
Neubau der Schule für die drei naturwissenschaftlichen Fächer Chemie (oben), Biologie (Mitte) und Physik (unten), Südostflügel

## Der Namensgeber der Schule
Johann Heinrich Pestalozzi wurde noch vor der Vollendung des Schulgebäudes 1930 als Namensgeber ausgewählt. Er war ein am 12. Januar 1746 in Zürich geborener Pädagoge und studierte Theologie und Rechtswissenschaften. Pestalozzi gründete 1800 ein eigenes Erziehungsinstitut und entwickelte 1804 die „Idee der Elementarbildung“. Diese beschreibt die Erziehung, indem man die Kräfte des Kopfes, des Herzens und der Hand in Einklang entfaltet. Er zielte somit auf die Ausbildung von intellektuellen, sittlichen und handwerklichen Fähigkeiten. Er starb am 17. Februar 1827 in Brugg.

## Bildungsangebot heute
Auch heute versucht das Gymnasium, dem Namen Pestalozzis und dessen Lehre von Kopf, Herz und Hand gerecht zu werden. Um diese Ansprüche zu erfüllen, hat das Gymnasium ein großes Angebot, um die Schüler zu fördern und ihnen viele verschiedene Möglichkeiten von Bildung entgegenzubringen.

### 2. Fremdsprache und Profile
Die Schüler haben die Möglichkeit, sich in der 6. Klasse für eine Fremdsprache zu entscheiden. Das Gymnasium bietet die Fremdsprachen Französisch und Latein an. Später, in der 8. Klasse, kann auch die Fremdsprache Spanisch im Rahmen des sprachlichen Profils erlernt werden. Das Fach Russisch wird seit dem Jahrgang 2021/2022 nicht mehr angeboten, weil die Russisch-Lehrer, die zum großen Teil in der DDR ausgebildet wurden, nach und nach aus dem Schuldienst entlassen werden. Ein AG-Angebot ist geplant.
Neben dem sprachlichen Profil gibt es auch ein naturwissenschaftliches, wofür die örtliche Sternwarte als Lernort genutzt wird, und ein künstlerisches. Das künstlerische Profil zeichnet sich durch seine in der Aula der Schule aufgeführten Veranstaltungen, wie das jährliche Weihnachtsmärchen oder ein selbst gestaltetes Musical, aus. Die Schüler können sich entsprechend ihrer Interessen für eines der drei vorgenannten Profile entscheiden.

### 11./12. Klasse
Auch in der Sekundarstufe II muss sich der Schüler für verschiedene Grund- und Leistungskurse entscheiden. Die Schule ist sachsenweit eine der wenigen, die seit ihrer Gründung fast durchgehend einen Leistungskurs im Fach Geschichte anbot. Nur zum Schuljahr 2020/2021 kam dieser nicht zustande. Klassischerweise werden folgende Leistungskurse angeboten: Deutsch und Mathe als Wahlpflichtbereich sowie als Wahlfach eines der Fächer Biologie, Chemie, Englisch, Geschichte und Physik.

### Bildungsfahrten
Das Gymnasium ergänzt die Bildung im eigenen Schulhaus durch verschiedene Projekte. In der 7. Klasse findet eine Ausfahrt in das Skilager statt, in der 10. Klasse eine Sprachreise nach England. Theaterbesuche und andere Bildungsfahrten unterstützen den Lehrplan.

### Praktikum
In der 9. Klasse haben alle Schüler ein zweiwöchiges Praktikum in einem Betrieb ihrer Wahl. Die Wahl eines handwerklichen Betriebes ist dabei nicht verpflichtend festgelegt.

### Schulpartnerschaft
Die Schule unterhält eine Schulpartnerschaft mit der Sonnenhofschule Auerbach und führt jährlich ein Sportfest für geistig und körperlich behinderten Kinder, das sogenannte „G-Sportfest“, durch. Dafür zuständig sind die jeweilig zehnten Klassen.
Die Schule unterhielt eine Schulpartnerschaft mit einer Schule in Sankt Petersburg. Es fanden auch in den Jahren nach der Wende Schüleraustausche statt. Bis zur Corona-Pandemie wurde eine Bildungsfahrt in die Hauptstadt des zaristischen Russlands angeboten.

### Ganztagsangebot
Zu diesen Ganztagsangeboten gehören unter anderem der Schulchor, die Theater AG, der Schulzirkus, der Schulclub, sportliche AGs wie Tischtennis oder Judo, Zumba oder der Eisenbahnmodellbau.